# Francis Charteris, IX conte di Wemyss
Francis Wemyss-Charteris, IX conte di Wemyss e V conte di March (14 agosto 1796 – 1º gennaio 1883), è stato un nobile scozzese.

## Biografia
Era il figlio di Francis Charteris, VIII conte di Wemyss, e di sua moglie, Margaret Campbell.
Nel 1853 successe al padre come conte di Wemyss e come Lord luogotenente del Peeblesshire. Nel 1827 è stato Gran Maestro della Gran Loggia di Scozia.

## Matrimonio
Sposò, il 22 agosto 1817 a Parigi, Lady Louisa Bingham (1º marzo 1798-16 aprile 1882), figlia di Richard Bingham, II conte di Lucan. Ebbero sei figli:
- Francis Charteris, X conte di Wemyss (4 agosto 1818-30 giugno 1914);
- Richard Charteris (25 luglio 1822-16 marzo 1874), sposò Lady Margaret Butler, quattro figli;
- Walter Charteris (10 aprile 1828-25 ottobre 1854);
- Lady Anne Charteris (29 luglio 1829-16 agosto 1903), sposò George Greville, IV conte di Warwick, ebbero cinque figli.
- Louisa Charteris (28 settembre 1830-6 marzo 1920), sposò William Wells, non ebbero figli;
- Frederick William Charteris (28 febbraio 1833-10 ottobre 1887), sposò Lady Louisa Keppel, ebbero tre figli.

## Morte
Morì il 1º gennaio 1883, all'età di 86 anni.

## Ascendenza
|                                                                    |               |                      | Genitori                                   |  |  | Nonni |  |  | Bisnonni                                      |  |  | Trisnonni                       |  |
|                                                                    |               |                      |                                            |  |  |       |  |  | Francis Wemyss-Charteris, VII conte di Wemyss |  |  | James Wemyss, V conte di Wemyss |  |
|                                                                    |               |                      |                                            |  |  |       |  |  | Francis Wemyss-Charteris, VII conte di Wemyss |  |  | James Wemyss, V conte di Wemyss |  |
|                                                                    |               | Janet Charteris      |                                            |  |  |       |  |  | Francis Wemyss-Charteris, VII conte di Wemyss |  |  |                                 |  |
| Francis Wemyss-Charteris, lord Elcho                               |               |                      |                                            |  |  |       |  |  | Francis Wemyss-Charteris, VII conte di Wemyss |  |  |                                 |  |
|                                                                    |               | Catherine Gordon     | Alexander Gordon, II duca di Gordon        |  |  |       |  |  |                                               |  |  |                                 |  |
|                                                                    |               | Catherine Gordon     | Alexander Gordon, II duca di Gordon        |  |  |       |  |  |                                               |  |  |                                 |  |
|                                                                    |               | Catherine Gordon     | Henrietta Mordaunt                         |  |  |       |  |  |                                               |  |  |                                 |  |
| Francis Wemyss-Charteris, VIII conte di Wemyss e IV conte di March |               | Catherine Gordon     |                                            |  |  |       |  |  |                                               |  |  |                                 |  |
|                                                                    |               | Anthony Keck         | John Tracy                                 |  |  |       |  |  |                                               |  |  |                                 |  |
|                                                                    |               | Anthony Keck         | John Tracy                                 |  |  |       |  |  |                                               |  |  |                                 |  |
|                                                                    |               | Anthony Keck         | Anne Atkins                                |  |  |       |  |  |                                               |  |  |                                 |  |
| Susan Tracy-Keck                                                   |               | Anthony Keck         |                                            |  |  |       |  |  |                                               |  |  |                                 |  |
|                                                                    |               | Susan Hamilton       | James Hamilton, IV duca di Hamilton        |  |  |       |  |  |                                               |  |  |                                 |  |
|                                                                    |               | Susan Hamilton       | James Hamilton, IV duca di Hamilton        |  |  |       |  |  |                                               |  |  |                                 |  |
|                                                                    |               | Susan Hamilton       | Elizabeth Gerard                           |  |  |       |  |  |                                               |  |  |                                 |  |
| Francis Charteris, IX conte di Wemyss e V conte di March           |               | Susan Hamilton       |                                            |  |  |       |  |  |                                               |  |  |                                 |  |
|                                                                    | John Campbell | Daniel Campbell      |                                            |  |  |       |  |  |                                               |  |  |                                 |  |
|                                                                    | John Campbell | Daniel Campbell      |                                            |  |  |       |  |  |                                               |  |  |                                 |  |
|                                                                    | John Campbell | Margaret Leckie      |                                            |  |  |       |  |  |                                               |  |  |                                 |  |
| Walter Campbell                                                    | John Campbell |                      |                                            |  |  |       |  |  |                                               |  |  |                                 |  |
|                                                                    |               | Henrietta Cuninghame | William Cunningham, XII conte di Glencairn |  |  |       |  |  |                                               |  |  |                                 |  |
|                                                                    |               | Henrietta Cuninghame | William Cunningham, XII conte di Glencairn |  |  |       |  |  |                                               |  |  |                                 |  |
|                                                                    |               | Henrietta Cuninghame | Henrietta Stewart                          |  |  |       |  |  |                                               |  |  |                                 |  |
| Margaret Campbell                                                  |               | Henrietta Cuninghame |                                            |  |  |       |  |  |                                               |  |  |                                 |  |
|                                                                    |               | Robert Kerr          | Charles Kerr                               |  |  |       |  |  |                                               |  |  |                                 |  |
|                                                                    |               | Robert Kerr          | Charles Kerr                               |  |  |       |  |  |                                               |  |  |                                 |  |
|                                                                    |               | Robert Kerr          | Janet Murray                               |  |  |       |  |  |                                               |  |  |                                 |  |
| Eleanora Kerr                                                      |               | Robert Kerr          |                                            |  |  |       |  |  |                                               |  |  |                                 |  |
|                                                                    |               | Eleanora Nugent      | Lawrence Nugent                            |  |  |       |  |  |                                               |  |  |                                 |  |
|                                                                    |               | Eleanora Nugent      | Lawrence Nugent                            |  |  |       |  |  |                                               |  |  |                                 |  |
|                                                                    |               | Eleanora Nugent      | Catherine Kennedy                          |  |  |       |  |  |                                               |  |  |                                 |  |
|                                                                    |               | Eleanora Nugent      |                                            |  |  |       |  |  |                                               |  |  |                                 |  |